# 胡永泰
胡永泰（英語：Woo Wing Thye, 1954年—）是一位美国-马来西亚华人经济学家。主要研究东亚经济，尤其是中国、马来西亚和印度尼西亚。

## 生平
1954年出生于马来西亚槟城，1976年获得斯沃斯莫尔学院学士学位，1978年获得耶鲁大学硕士学位，1982年获得哈佛大学硕士和博士学位，师从杰弗里·萨克斯。1985年加入加州大学戴维斯分校任职，1976年起还在布鲁金斯学会任职。1997年至1998年担任美国财政部顾问。2024年8月加入辽宁大学担任中国经济研究院教授。